# کن کاوانا
توماس کنریک کاوانا (انگلیسی: Thomas Kenrick Kavanagh؛ زادهٔ ۱۲ دسامبر ۱۹۲۳ در ملبورن، درگذشتهٔ ۲۶ نوامبر ۲۰۱۹ در برگامو) رانندهٔ مسابقات اتومبیل‌رانی اهل استرالیا بود که در فصل ۱۹۵۸ در مجموع در دو گراند پری از مسابقات جهانی فرمول یک شرکت کرد، اما موفق به کسب هیچ امتیازی نشد.
کاوانا در ۲۶ نوامبر ۲۰۱۹ در برگامو درگذشت.